# Xystrocera fulvipes
Xystrocera fulvipes là một loài bọ cánh cứng trong họ Cerambycidae.